# Keita Suzuki
Keita Suzuki (født 8. juli 1981) er en japansk fodboldspiller.

## Japans fodboldlandshold
| Japans landshold | Japans landshold | Japans landshold |
| År               | Kmp              | Mål              |
| ---------------- | ---------------- | ---------------- |
| 2006             | 7                | 0                |
| 2007             | 13               | 0                |
| 2008             | 8                | 0                |
| Total            | 28               | 0                |